# Pflichtversicherungsgesetz
Pflichtversicherungsgesetz (PflVG, nicht amtliche Abkürzung) ist der Kurztitel des „Gesetzes über die Pflichtversicherung für Kraftfahrzeughalter“. Es regelt die Pflicht zu einer Kfz-Haftpflichtversicherung für Kraftfahrzeuge und Anhänger. Ursprünglich wurde das Gesetz 1939 als „Gesetz über die Einführung der Pflichtversicherung für Kraftfahrzeughalter“ verkündet.

## Regelungen
Das Gesetz gilt nur für Kraftfahrzeuge bzw. Anhänger mit regelmäßigem Standort im Inland (§ 1 PflVG). Für ausländische Kraftfahrzeuge erging 1956 ein eigenes Gesetz, das 2024 neu gefasst wurde.
Das Pflichtversicherungsgesetz verpflichtet jeden Kraftfahrzeughalter zum Vertragsschluss mit einem inländischen Versicherungsanbieter (§ 5 PflVG) seiner Wahl und verpflichtet diese, entsprechende Vertragsanträge anzunehmen (doppelter Kontrahierungszwang). Im Ablehnungsfalle kommt das Vertragsverhältnis durch Annahmefiktion zustande (§ 5 Abs. 3 und 4 PflVG). Dies gilt auch, wenn das betreffende Fahrzeug keine Betriebserlaubnis besitzt. Die damit verbundene Einschränkung der Privatautonomie hat zum Ziel, die Straßenverkehrsteilnehmer bei Unfällen vor mangelnder Liquidität der Unfallverursacher zu schützen.
Nach § 2 PflVG sind allerdings zahlreiche öffentlich-rechtliche Gebietskörperschaften (Bund, Länder und größere Gemeinden wie auch kommunale Zweckverbände) sowie Halter von zulassungsbefreiten Anhängern und Kraftfahrzeugen, die eine bestimmte Höchstgeschwindigkeit nicht erreichen, von der Versicherungspflicht befreit. Juristische Personen können sich von der Versicherungspflicht auf Antrag befreien lassen, wenn sie von einem Haftpflichtschadenausgleich (§ 3 Abs. 1 Nr. 4 des Versicherungsaufsichtsgesetzes) Deckung erhalten.
Mit dem seit 2008 geltenden neuen Versicherungsvertragsgesetz sind eine Reihe von versicherungsvertragsrechtlichen Spezialregelungen, die bislang im Pflichtversicherungsgesetz enthalten waren, in das Versicherungsvertragsgesetz selbst aufgenommen worden (wo sie auch für andere Arten von Pflichtversicherungen, zum Beispiel bestimmter Berufsangehöriger gelten: §§ 113 bis 124 VVG). Weiterhin in § 3 und § 3a PflVG geregelt sind bestimmte Privilegierungen des anspruchsberechtigten Unfallsbeteiligten.
Die Mindestversicherungssummen sind in Anlage zu § 4 PflVG festgesetzt und können durch Verordnung des Bundesministeriums der Justiz im Einvernehmen mit dem Bundesverkehrsministerium und dem Bundeswirtschaftsministerium angepasst werden.
Um der evidenten Gefahr von nichtregulierten Vermögens- und Personenschäden durch nichtversicherte Fahrzeuge geeignet begegnen zu können, hat der Gesetzgeber in § 6 PflVG eine Strafvorschrift eingefügt, die das Benutzen eines Kraftfahrzeugs bzw. Anhänger ohne Versicherungsschutz im Sinne des Gesetzes auf öffentlichen Verkehrsgrund unter Strafe stellt. Das Pflichtversicherungsgesetz ist damit Teil des Nebenstrafrechts. Da der Versicherungsschutz beispielsweise bereits durch das „Frisieren“ von Leichtkrafträdern entfällt, ist der Anwendungsbereich nicht gering (16181 Anklagen allein in Westdeutschland 2003).
§ 7 PflVG enthält eine Ermächtigungsregelung für das Bundesverkehrsministerium, um im Einvernehmen mit dem Justiz- und dem Wirtschaftsministerium des Bundes eine Rechtsverordnung zur näheren Ausgestaltung der Kraftfahrzeughaftpflichtversicherung Gebrauch zu machen. Die bedeutendste Verordnung nach dieser Vorschrift ist die Kraftfahrzeug-Pflichtversicherungsverordnung.
Nach §§ 8 und 8a PflVG haben die Versicherungsunternehmen Auskünfte an Geschädigte weiterzugeben. Über die regulierten Schäden wird nach § 9 PflVG eine Gemeinschaftsstatistik beim Bundesaufsichtsamt für das Versicherungswesen geführt, an die die Versicherungsunternehmen die Daten zu liefern haben (§ 10 PflVG).
Die Entschädigungsleistungen bei Unfällen, bei denen der Schädiger (d. h. dessen Kraftfahrzeug) nicht ermittelt werden kann, eine Haftpflichtversicherung nicht, nicht mehr oder in nicht ausreichender Höhe oder kein Deckungsschutz bestand oder das Versicherungsunternehmen insolvent geworden ist, können gegen den Entschädigungsfonds für Schäden aus Kraftfahrzeugunfällen geltend gemacht werden (§§ 12 bis 14 PflVG). Allerdings zahlt der Fonds nur subsidiär, wenn keine anderweitige Ersatzmöglichkeiten zur Verfügung stehen. Gleichzeitig mit der Entschädigungseinrichtung für Opfer von Unfällen mit Verursachern ohne Haftpflichtversicherungsschutz wird eine Entschädigungsstelle für Schäden aus Auslandsunfällen eingerichtet, gegen die inländische Geschädigte bei Auslandsunfällen ihre Ansprüche unter Umständen geltend machen können. Die Aufgaben und Befugnisse der Entschädigungsstelle werden von der Verkehrsopferhilfe e. V. Hamburg wahrgenommen.
Im Falle der Insolvenz eines Versicherungsunternehmens der Kfz-Haftpflichtversicherung kann ein den Versicherungsbestand übernehmendes Unternehmen die übernommenen Verträge nach § 15 PflVG durch bloße Information auf die eigenen Bedingungen umstellen. Während Opfer von Verkehrsunfällen nach der Insolvenz eines Versicherers stets mit vollem Schadenersatz rechnen können, droht Unfallfahrern in vielen Fällen die persönliche Haftung und unbegrenzter Regress. Die Verkehrsopferhilfe verweist Unfallopfer wegen Schadenersatzforderungen zunächst auf eigene Versicherungen wie die Vollkasko, wegen Verdienstausfall auf Lohnfortzahlung durch den Arbeitgeber und wegen Ersatz von Behandlungskosten etwa auf Sozialversicherungsträger wie die zuständige gesetzliche Kranken- oder Unfallversicherung. Wenn diese Leistungen erbringen, können sie Rückgriff beim Unfallverursacher nehmen. Hat ein Unfallopfer den Verursacher in Anspruch genommen statt Schadenersatz bei der Verkehrsopferhilfe zu beantragen, kann dieser sich erst an die Verkehrsopferhilfe wenden, wenn er das Opfer entschädigt hat. Die Verkehrsopferhilfe wird dem Unfallfahrer aber nur ersetzen, was das Opfer nicht von einer eigenen Versicherung, dem Arbeitgeber oder Sozialversicherungsträgern bekommen kann. Das Pflichtversicherungsgesetz führt auf diese Weise bei Abwicklung von Unfallschäden, die der Kunde eines insolventen Versicherers verursacht hat, zu dem absurden Ergebnis, dass der Unfallverursacher umso besser steht, je schlechter das Unfallopfer versichert war.

## Beginn und Ende des Versicherungsvertrages
Die Kündigungsfrist beträgt bei der Kfz-Versicherung einheitlich einen Monat. Der Vertrag beginnt spätestens, auch rückwirkend, mit der Bezahlung des ersten Versicherungsbeitrages. Die Deckungszusage (Deckungskarte) vor der Fahrzeugzulassung ist von der späteren, fristgerechten Zahlung abhängig.

### Sonderkündigungsrecht
Es gibt folgende Gründe, die eine außerordentliche Kündigung durch den Kunden ermöglichen:
- Beitragserhöhung (z. B. Änderung der Typ- oder Regionalklasse; nicht jedoch bei Umzug)
- Neuer Fahrzeughalter (Verkauf usw.) (Hinweis: Der Vertrag besteht indessen sonst weiter)
- Schadensfall, der zur Regulierung eingereicht wurde.

### Ruheversicherung
Bei der Außerbetriebsetzung oder bei Saisonkennzeichen bleibt der Versicherungsschutz aktiv. Bei erneuter Zulassung greift die Versicherung wieder in vollem Umfang und ein Versicherungswechsel ist nicht möglich.